# Sepise
Koordinaten: 58° 27′ N, 22° 0′ O
Sepise ist ein Dorf (estnisch küla) auf der größten estnischen Insel Saaremaa. Es gehört zur Landgemeinde Saaremaa (bis 2017: Landgemeinde Kihelkonna) im Kreis Saare.

## Einwohnerschaft und Lage
Das Dorf hat einen Einwohner (Stand 31. Dezember 2011).
Der Ort liegt auf der Halbinsel Tagamõisa. Südöstlich des Dorfkerns streckt sich das Sumpfgebiet Külaja soo.